# 13185 Agasthenes
13185 Agasthenes este o planetă minoră (asteroid), cu un diametru de 14,567 km, din Asteroid troian al lui Jupiter. A fost descoperită pe 5 octombrie 1996 la Observatorul European Austral de Eric Walter Elst și a fost numită după Agasthenes⁠(d). 
Obiectul prezintă o orbită caracterizată de o semiaxă mare de 5,1922 UAi, o excentricitate de 0,054, o înclinație de 9,10755 ° în raport cu ecliptica.